# Eotitanosúquids
Els eotitanosúquids (Eotitanosuchidae) són una família extinta de sinàpsids biarmosucs que visqueren en allò que avui en dia és l'Europa oriental durant el Permià mitjà. Se n'han trobat restes fòssils a Rússia. Eren teràpsids grossos. Tenien les finestres temporals més grans que les òrbites oculars. Les dents incisives i postcanines eren diminutes, mentre que les canines eren enormes. Hi ha fonts que els consideren un tàxon obsolet i que en reparteixen els representants entre els ftinosúquids i els biarmosucs basals.